# 義大利航空4128號班機空難
義大利航空4128號班機空難是義大利航空1班的來回羅馬羅馬-菲烏米奇諾機場到法爾科內-博爾塞利諾機場定期航班，在1978年12月23日，1架道格拉斯DC-9客機要降落塞利諾機場之前就墜毀在第勒尼安海海域，造成了機上124名乘客，5名機組人員，總共有129人當中，有108名乘客罹難，僅21名乘客生還。

## 原因
在義大利調查人員指了3個原因：
1.飛行員操作失誤導致了客機墜海。

2.飛行員認為他們距離的跑道很接近。

3.風速。

## 連接
- JetPhotos.Net - I-DIKQ （页面存档备份，存于）
- - Gli Atti Parlamentari dell'I-DIKQ
- CVR Transcript （页面存档备份，存于）